# Edvard Vecko
Edvard Vecko, född 29 oktober, 1944 i Hrastnik är en jugoslavisk före detta bordtennisspelare. Han vann EM-guld i både dubbel och lag.
Under sin karriär tog han en bronsmedalj i bordtennis-VM. 
Under sin karriär tog han 5 medaljer  i Bordtennis EM, 2 guld, 2 silver och 1 brons

## Meriter
- Bordtennis VM
  - 1963 i Prag
    - 5:e plats med det jugoslaviska laget

  - 1965 i Ljubljana
    - kvartsfinal dubbel
    - 4:e plats med det jugoslaviska laget

  - 1967 i Stockholm
    - kvartsfinal dubbel
    - 7:e plats med det jugoslaviska laget

  - 1969 i München
    - 3:e plats med det jugoslaviska laget

- Bordtennis EM
  - 1962 i Berlin
    - 2:a plats dubbel (med Istvan Korpa)
    - 1:a plats med det jugoslaviska laget

  - 1964 i Malmö
    - 2:a plats med det jugoslaviska laget

  - 1966 i London
    - 3:e plats dubbel (med Istvan Korpa)

  - 1968 i Lyon
    - 1:a plats dubbel (med Antun Stipančić)

- Balkan Championships - guldmedaljer
  - Dubbel – 1963, 1969
  - Mixed dubbel – 1963, 1969
  - Lag - 1963, 1967, 1969, 1970